# Wiegenhof
Wiegenhof ist ein Ortsteil der Stadt Vohenstrauß im Oberpfälzer Landkreis Neustadt an der Waldnaab in Bayern.

## Geographische Lage
Die Einöde Wiegenhof liegt im Vorderen Oberpfälzer Wald 1 km südöstlich von Vohenstrauß direkt südlich an der Bundesautobahn 6.

## Geschichte
Wiegenhof tauchte erstmals 1961 in den amtlichen Einwohnerstatistiken auf und gehörte schon damals zur Stadt Vohenstrauß.

### Einwohnerentwicklung in Wiegenhof ab 1961
| Jahr | Einwohner | Gebäude |
| ---- | --------- | ------- |
| 1961 | 6         | 1       |
| 1970 | 6         | k. A.   |
| 1987 | 6         | 1       |
| 2011 | 5         | k. A.   |